# Henri Coudreau
Henri Anatole Coudreau (født 6. maj 1859 i Sonnac, departementet Charente-Inférieure, død 10. november 1899 i Pará, Brasilien) var en fransk opdagelsesrejsende.
Coudreau berejste 1880-81 Fransk Guyana, særlig de sydlig beliggende, til dels ukendte egne, hvor han studerede de der boende indianerstammers liv. Efter en tid at have været lærer ved Lyceet i Cayenne og (1887) professor ved universitetet i Paris, foretog han 1895-99, ledsaget af sin hustru, en omfattende undersøgelsesrejse i Brasilien, særlig i Amazonflodens opland.